# María de Salinas
María de Salinas, más tarde conocida como Lady Mary Willoughby o Lady Maria Willoughby, fue una noble nacida en España sobre 1490 y fallecida en 1539, que acompañó como dama de honor a Catalina de Aragón, reina de Inglaterra, país en el que se casó y vivió su vida adulta.

## Historia familiar
María era hija de Martín de Salinas, fallecido en 1503, y Josefa González de Salas y empleados en la corte real de Castilla que estaban probablemente emparentados con la familia real.
Es posible asimismo que María de Salinas estuviera lejanamente emparentada con Catalina de Aragón a través de la rama aragonesa de la familia, los Foix.

## Como dama de compañía
Se desconoce la fecha exacta en que María se convirtió en dama de honor de Catalina de Aragón, pero se cree que debió de ser alrededor de 1501. María fue soltera hasta el 5 de junio de 1516, fecha en que la desposó William Willoughby, 11º barón de Willoughby de Eresby. Tuvieron una hija, Catherine Willoughby, 12.a baronesa de Willoughby de Eresby, quien se convirtió también en duquesa de Suffolk (1519-1580).
Fue probablemente ahijada de Catalina de Aragón. Como regalo de boda, Enrique VIII cedió el castillo de Grimsthorpe a la familia Eresby. Enrique estimaba tanto a María que en 1522 bautizó un barco con su nombre.
En 1511, María fue madrina de bautizo de Mary Brandon, hija de Charles Brandon, 1.er duque of Suffolk, y de su segunda esposa, Anne Browne. El duque de Suffolk se convirtió en protector de la hija de María, Catherine Willoughby, a quien convertiría más tarde en su cuarta esposa.
En octubre de 1526 murió Lord Willoughby. María pasó entonces varios años luchando contra su cuñado, Sir Christopher Willoughby, por el control de sus propiedades.

## La muerte de Catalina de Aragón
María era íntima amiga de Catalina de Aragón. En agosto de 1532, poco después de la anulación del matrimonio entre esta y Enrique VIII, se le ordenó dejar la residencia de la reina y no intentar comunicarse con ella. En septiembre de 1534, cuando la salud de Catalina comenzó a deteriorarse, María solicitó permiso para visitarla, pero este le fue negado. El 5 de enero de 1536, entró inadvertidamente en el castillo de Kimbolton para ver a su amiga, ya que, una vez más, se le había impedido el paso. Catalina murió en sus brazos dos días después, el 7 de enero.
María de Salinas vivió tres años más, durante los cuales pasó la mayor parte del tiempo en su residencia londinense de Barbican. Su hija, Catherine Willoughby, duquesa de Suffolk, se convirtió en amiga íntima de la sexta esposa de Enrique VIII, Catalina Parr, quien era también ahijada de Catalina de Aragón. En 1546, se dieron rumores de que Enrique estaba planeando anular su matrimonio con Catalina Parr y hacer de Catherine Willoughby, viuda, su séptima esposa.

## Descendientes
María tuvo cuatro nietos, Henry y Charles Brandon, que murieron durante la adolescencia, y Peregrine Bertie y Susan Bertie, condesa de Kent, que sobrevivieron para continuar el linaje familiar.
María tiene numerosos descendientes entre nobles y no nobles en Gran Bretaña, entre ellos Diana Spencer, princesa de Gales.

## En la cultura popular
Aparece como personaje en el libro My Tudor Queen, de la colección My Story.
Aparece mencionada en el libro Anne Boleyn and Me, de la misma colección, en el que el personaje principal llama a su primera hija como ella.
Aparece como personaje recurrente en la novela Palabra de reina de Gema Bonnín publicada en 2023. 
Catherine Willoughby ha sido objeto de numerosos estudios históricos, como Lady Suffolk00, de Evelyn Read.
En la serie de la BBC The Six Wives of Henry VIII, de 1971, el papel María de Salinas fue interpretado por Margaret Ford.